# Фаселис
Фаселис (на старогръцки: Φασηλίς, Phaselis) е древен древногръцки и римски град в Ликия в Мала Азия (днес в Турция). Намира се на брега на малък полуостров на Средиземно море под Тавър планина, на 53 километра югозападно от Анталия. От 1811 г. се изследва археологически.
Фаселис е търговски град с три пристанища, близо е до Персия и до основаването на Аталея (Анталия) ок. 150 пр.н.е. има голямо значение и икономически е много богат. Запазени са великолепна улица, агори, театър, терми, пристанищни стени, акведукт и византийски руини.
Градът е основан около 690 пр.н.е. като колония на Родос. През 6 век пр.н.е. градът е представен в търговското представителство Навкратис в Египет, между другото с Родос, Книдос и Халикарнас.
След 411 пр.н.е. градът е персийски, и се предава през 334 пр.н.е. на Александър Велики, който презимува там през зимата 334/333 пр.н.е. преди битката при Исос.
Според Павзаний в храма на Атина, главното светилище на града се намира копието на Ахил.

## Личности от града
Теодект, роден ок. 400 пр.н.е., поет, пише речи в Атина и пиеси за театър.

## Фотогалерия
- Акведукт
- План на Фаселис